# Arrondissement de Gießen
L’arrondissement de Gießen (Landkreis Gießen en allemand) est un arrondissement allemand de Hesse, situé dans le district de Giessen. Son chef-lieu est Giessen.

## Villes, communes et communautés d'administration
(nombre d'habitants en 2008)
| Städte - 1. Allendorf (Lumda) (4 063) - 2. Giessen, Universitätsstadt, Stadt mit Sonderstatus (75 140) - 3. Grünberg (13 976) - 4. Hungen (12 662) - 5. Laubach (10 034) - 6. Lich (13 332) - 7. Linden [Siège : Leihgestern] (12 175) - 8. Lollar (9 879) - 9. Pohlheim [Siège : Watzenborn-Steinberg] (18 144) - 10. Staufenberg (8 144) | Gemeinden - 1. Biebertal [Siège : Rodheim-Bieber] (10 058) - 2. Buseck [Siège : Großen-Buseck] (13 114) - 3. Fernwald [Siège : Steinbach] (6 627) - 4. Heuchelheim (7 687) - 5. Langgöns [Siège : Lang-Göns] (11 987) - 6. Rabenau [Siège : Londorf] (5 288) - 7. Reiskirchen (10 626) - 8. Wettenberg [Siège : Krofdorf-Gleiberg] (12 363) |